# Триртутькальций
Триртутька́льций — бинарное неорганическое соединение, интерметаллид
кальция и ртути
с формулой CaHg3,
кристаллы.

## Получение
- Сплавление стехиометрических количеств чистых веществ в инертной атмосфере:

{\displaystyle {\mathsf {Ca+3Hg\ {\xrightarrow {570^{o}C}}\ CaHg_{3}}}}

## Физические свойства
Триртутькальций образует кристаллы гексагональной сингонии, пространственная группа P 63/mmc, параметры ячейки a = 0,6635 нм, c = 0,5020 нм, Z = 2,
структура типа станнида тринатрия Na3Sn
.
Соединение образуется по перитектической реакции при температуре 570 °C.